# San Juan del Norte
San Juan del Norte är en kommun (municipio) i Nicaragua med 1 955 invånare. Den ligger i det sydöstra hörnet av landet i departementet Río San Juan, där floden Río San Juan rinner ut i Karibiska havet. Under mitten av 1800-talet var San Juan del Norte en viktig hamn på transitrutten som fraktade folk från östra Förenta Staterna till Kalifornien. I San Juan del Norte bytte passagerarna från oceangående båtar till mindre fartyg för färden uppför Río San Juan floden och över Nicaraguasjön.

## Geografi
San Juan del Norte är den till befolkningen minsta kommunen i Nicaragua, samt även den kommun med lägst befolkningstäthet. Kommunen gränsar till kommunerna El Castillo i väster och Bluefields i norr, samt till Karibiska havet i öster och Costa Rica i söder. Gränsen mot Costa Rica utgörs av floden Río San Juan.
Mer en halva befolkningen bor i kommunens centralort San Juan del Norte, som 2005 hade 985 av kommunens 1 307 invånare. Denna ort är också känd under namnet Greytown.

## Historia
När det nya departementet Río San Juan bildades 1949 flyttades San Juan del Norte från departementet Zelaya till det nyskapade departementet. San Juan del Norte var då en comarca som inte tillhörde någon kommun, men vid befolkningsräkningen 1950 är den listad som en kommun (municipio).

## Transporter
Förutom gatorna i centralorten har kommunen inget vägnät, utan alla lokala transporter sker med båt. Längs floden Río San Juan finns det reguljär båttrafik till och från departementshuvudstated San Carlos via El Castillo. Det går också reguljär båttrafik norrut längs den Karibiska kusten upp till Bluefields.
Tre kilometer öster om centralorten finns det en liten flygplats, med två reguljära flyg varje vecka till deparatementshuvudstaden San Carlos och vidare till landets huvudstad Managua. Det enda sättet att ta sig till flygplatsen är med båt.

## Kända personer från San Juan del Norte
- Joseph A. Harrison (1883-1964), moravisk präst, scoutpionjär[8]